# Alta tecnologia

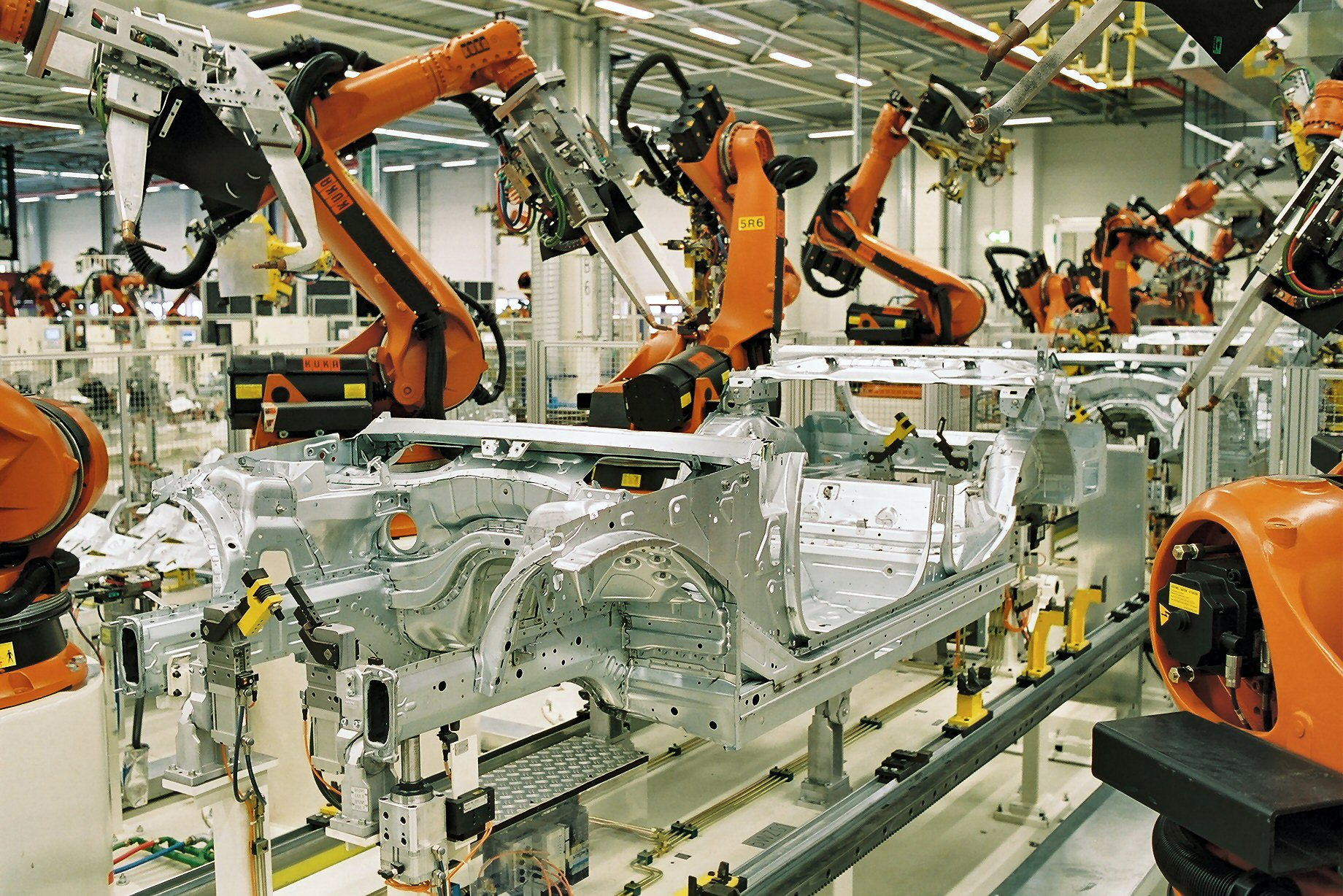
Stabilimento automobilistico BMW che utilizza la tecnologia della robotica industriale a Lipsia

Con alta tecnologia (dall'inglese high tech o high technology, abbreviato anche in hi-tech) si indica la tecnologia al momento più avanzata. Non esiste una "classe di apparecchiature high tech" perché queste variano con il passare del tempo, man mano che la tecnologia progredisce.
Il termine high technology comparve per la prima volta nel 1957 in un articolo del quotidiano New York Times che riguardava l'energia atomica in Europa:
("Atomic Power for Europe", The New York Times, 4 febbraio 1957, p. 17)
La sua abbreviazione high tech apparve invece più tardi, nel 1971.